# ISO 3166-2:DE
ISO 3166-2:DE är en underkategori till ISO 3166-1 som kategoriserar Tysklands delstater efter ISO 3166 standarden. Koden avläses DE vilket är landets ISO 3166-1 benämning och sedan de två bokstäver som representerar delstatens officiella namn.

Karta över tyska delstater med den andra delen av respektive ISO 3166-2-kod.

| Delstat                | Kod   |
| ---------------------- | ----- |
| Baden-Württemberg      | DE-BW |
| Bayern                 | DE-BY |
| Berlin                 | DE-BE |
| Brandenburg            | DE-BB |
| Bremen                 | DE-HB |
| Hamburg                | DE-HH |
| Hessen                 | DE-HE |
| Mecklenburg-Vorpommern | DE-MV |
| Niedersachsen          | DE-NI |
| Nordrhein-Westfalen    | DE-NW |
| Rheinland-Pfalz        | DE-RP |
| Saarland               | DE-SL |
| Sachsen                | DE-SN |
| Sachsen-Anhalt         | DE-ST |
| Schleswig-Holstein     | DE-SH |
| Thüringen              | DE-TH |

### Fotnoter
1. ↑  Gwillim Law. ”States of Germany” (på engelska). Statoids. http://www.statoids.com/ude.html. Läst 23 december 2015.